# Fernando de Silva y Álvarez de Toledo

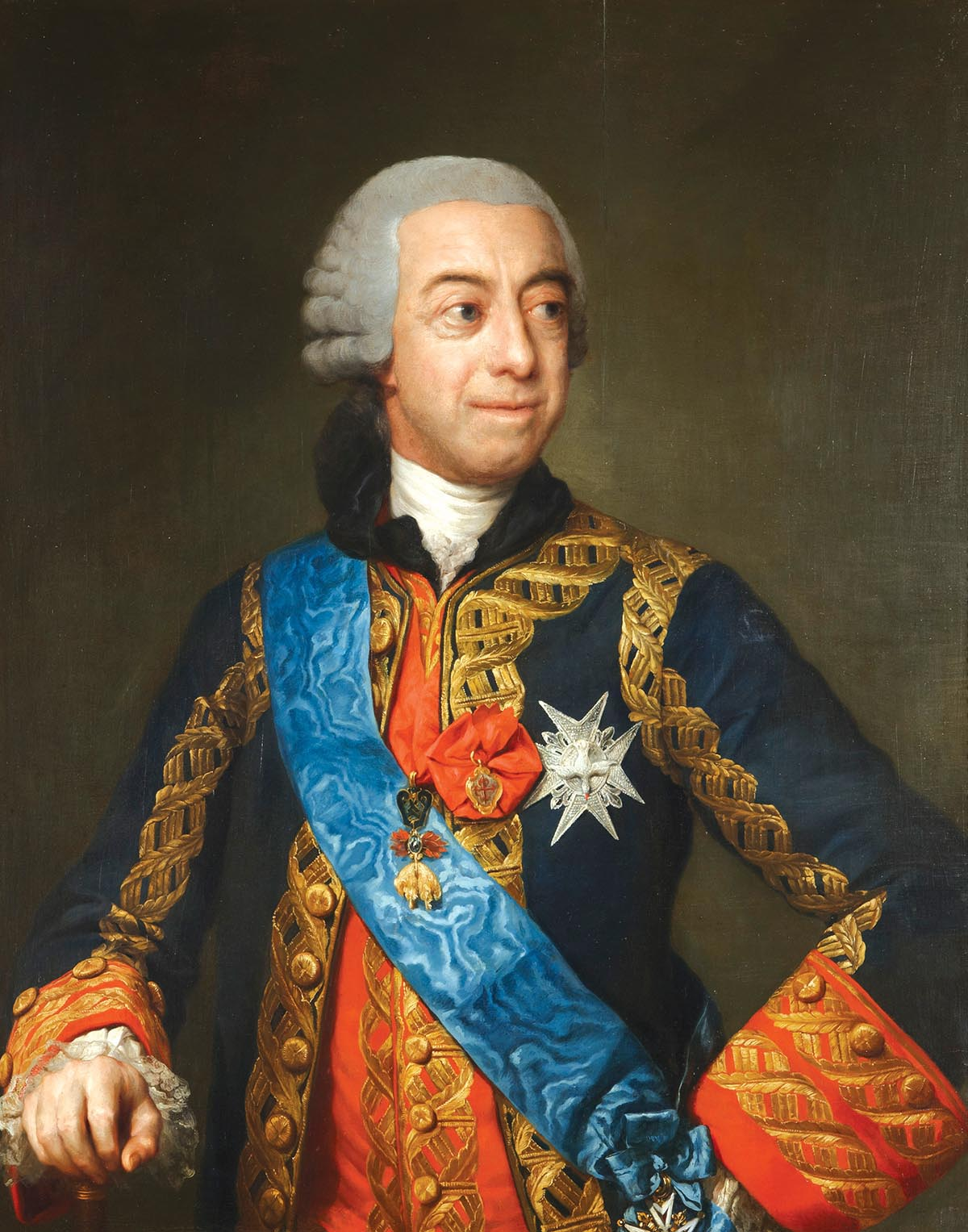
Fernando de Silva, Herzog von Huéscar und Alba

Fernando de Silva y Álvarez de Toledo, Herzog (spanisch: duque) von Huéscar und Alba (* 27. Oktober 1714 in Wien, Österreich; † 15. November 1776 in Madrid, Spanien), war ein spanischer Diplomat und Staatsmann, der unter König Ferdinand VI. kurz als Ministerpräsident seines Landes amtierte.

## Familienhintergrund, Jugend
Fernando de Silva entstammte einer Familie des spanischen Hochadels. Sein Vater war Manuel José de Sylva y Toledo, Graf von Galve. Dieser hatte sich im Spanischen Erbfolgekrieg auf die Seite der Habsburger geschlagen und musste nach dem Sieg der Bourbonen unter Philipp von Anjou das Land verlassen und ging nach Wien. 1712 heiratete er María Teresa Álvarez de Toledo y Haro, die 11. Herzogin von Alba. Fernando kam 1714 im Wiener Exil zur Welt.
1727 durfte die Familie nach Spanien zurückkehren. Fernando heiratete Bernarda de Toledo Portugal y Fernández de Córdoba, die den Herzogstitel von Huéscar in die Ehe brachte. 1733 kam der Sohn Francisco zur Welt. Seine Frau starb 1738, er heiratete kein zweites Mal.

## Karriere bei Hof und in der Armee
1733 begann Fernando den Dienst als Kammerherr am Hofe Philipp V. Er wechselte in das spanische Heer und fungierte als Adjutant des Prinzen Philipp in den Feldzügen in Oberitalien während des Österreichischen Erbfolgekrieges.
Hier lernte er Zenón de Somodevilla y Bengoechea, den Marqués de la Ensenada, kennen. Als Somodevilla zum Minister ernannt wurde, erhielt Fernando de Silva 1744 den Posten eines Hauptmanns des Gardekorps. Während des Italienfeldzuges freundete er sich zudem mit Ricardo Wall an, einem irischstämmigen Offizier in spanischen Diensten.

## Diplomatische Karriere
1746 entsandte ihn der Hof als Botschafter nach Paris. Er sollte die Krise in den spanisch-französischen Beziehungen kitten, die nach dem Tode Philipps und der Thronübernahme durch den neutral eingestellten neuen König Ferdinand VI. entstanden war. Bis 1749 blieb er in Paris. Während dieser Zeit sorgte er dafür, dass Ricardo Wall in den engeren Kreis der führenden Diplomaten Spaniens aufgenommen wurde.

## Regierungsverantwortung
König Ferdinand VI. ernannte ihn 1753 zum Oberhofmeister. Damit zählte er zum engsten Vertrautenkreis des Monarchen. Mit dem Ministerpräsidenten José de Carvajal y Lancaster verstand er sich gut. Aus der Freundschaft mit dem Marqués de la Ensenada hatte sich über die Jahre aber eine Rivalität entwickelt.
Als Carvajal im April 1754 starb, übernahm Silva übergangsweise den Regierungsvorsitz. Durch eine Intrige, die maßgeblich vom britischen Botschafter in Madrid, Benjamin Keene, betrieben wurde und an der wohl auch Ricardo Wall beteiligt war, fiel der mächtige Kriegs- und Finanzminister Somodevilla im Juli 1754 in Ungnade. Als neuer Premierminister wurde Ricardo Wall ernannt, das Marine- und Kolonialministerium ging an Julián de Arriaga.
Mit dem Tode seiner Mutter erbte er 1755 den Titel des Herzogs von Alba. 1758 starb die Königin Maria Barbara, König Ferdinand fiel in Schwermut und verfiel zusehends. Silva begleitete ihn in seinen Rückzugsort Villaviciosa, wo der Monarch 1759 starb.

## Späte Jahre
Mit der Thronübernahme durch Karl III. 1759 spielte der Herzog von Huéscar und Alba endgültig keine Rolle mehr in Spaniens Politik.
So zog er sich auf seine Güter zurück und übernahm den Vorsitz der Real Academia und der Academia de Buenas Letras in Barcelona. Als Vertreter der Aufklärung korrespondierte er mit Geistesgrößen wie dem Enzyklopädisten Jean-Baptiste le Rond d’Alembert und dem Philosophen Jean Jacques Rousseau.
1776 starb er an der Wassersucht. Nachdem sein Sohn schon vor ihm im Jahre 1770 gestorben war, ging der Titel des Herzogs von Alba an seine Enkelin María de Silva über.